# Maszovlet
Maszovlet (Масовлет), сокращение от Magyar–Szovjet Polgári Légiforgalmi Részvénytársaság (с венг. — «Венгерско-советское акционерное общество гражданского авиатранспорта») — венгерская авиакомпания, основанная 29 марта 1946 года. Является предшественником компании Malév.

## История

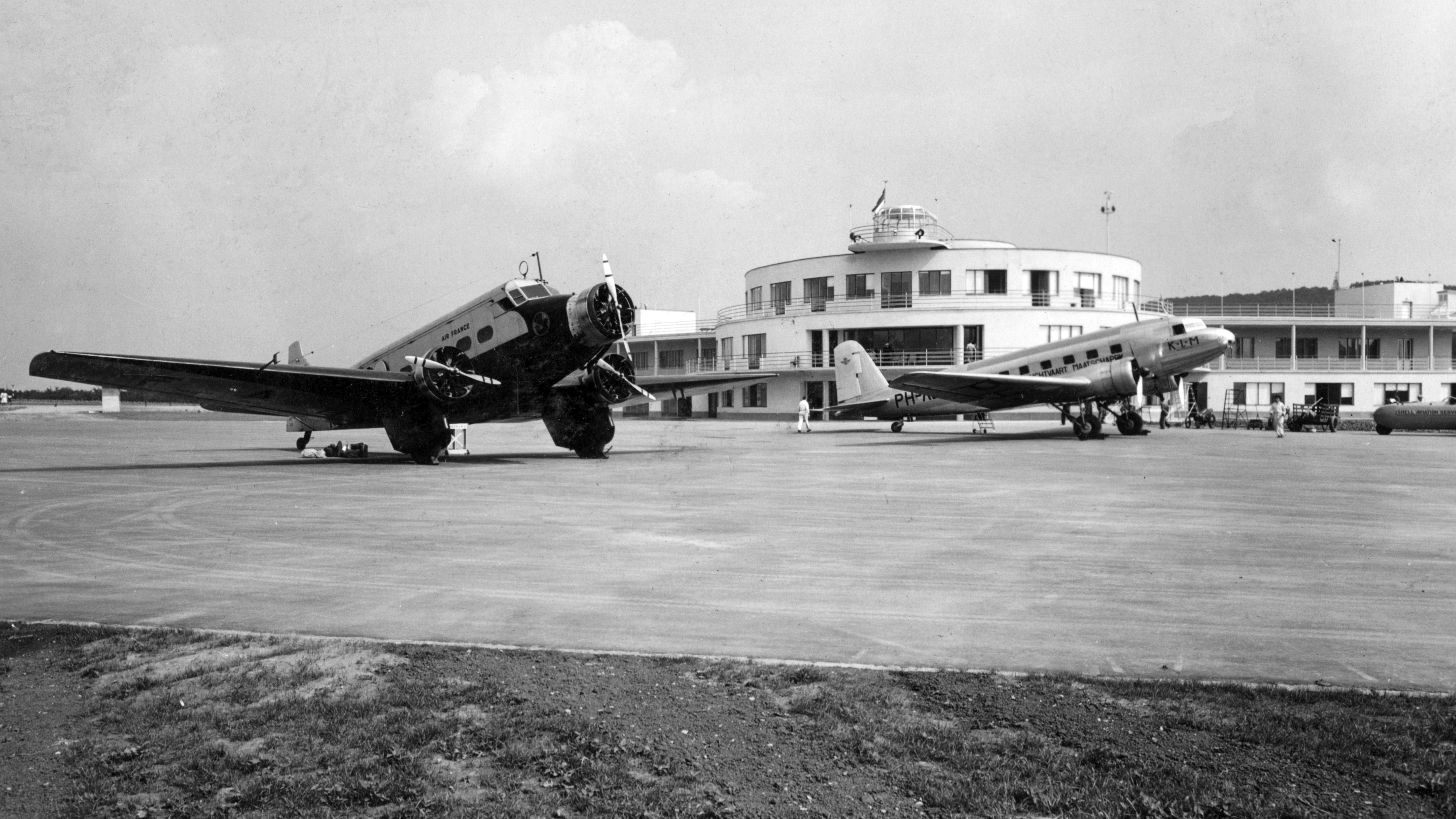
Wibault 283-T и Douglas DC-2 в аэропорту Будаэрш, 1946 год

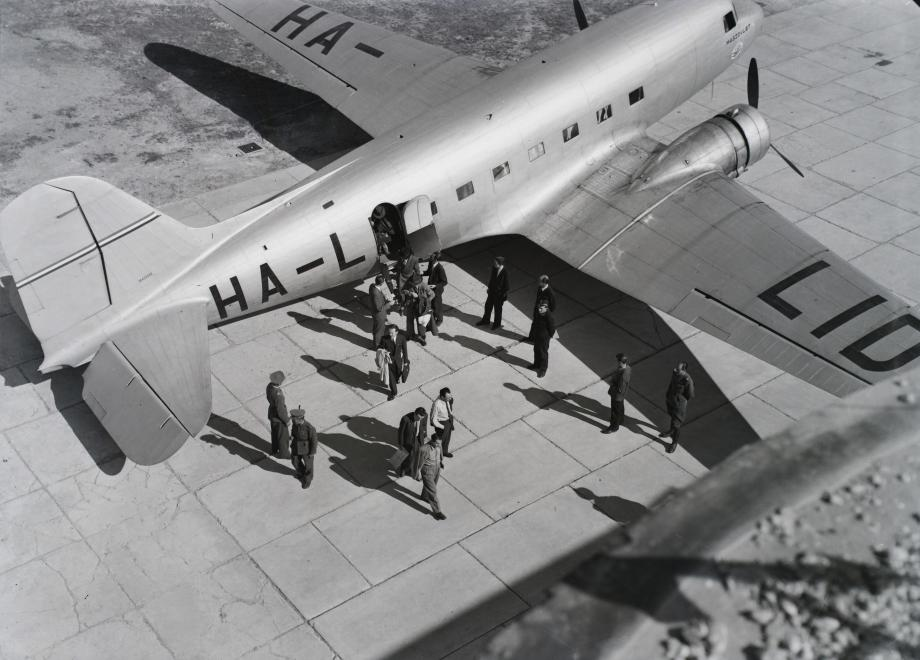
Самолёт Ли-2 (HA-LID) авиакомпании Maszovlet в Будаэрше, 1946 год

Первые венгерские авиакомпании — Aeroexpress Rt., Magyar Aeroforgalmi Rt. (Maefort) и Magyar Légiforgalmi Rt. (Malert) — вынуждены были приостановить гражданские рейсы во время Второй мировой войны. После прихода коммунистов к власти с помощью советских специалистов была основана первая авиакомпания Венгерской Народной Республики — Maszovlet, которой совместно владели Венгрия и СССР. Изначально флот компании насчитывал пять 21-местных пассажирских самолётов Ли-2 (выпускался в СССР по лицензии американского Douglas DC-3) и пять трёхместных По-2 (почтовые самолёты). Базой был аэродром Будаэрш, построенный до войны (аэродром Ферихедь в Будапеште уже строился, но был разрушен во время войны). 15 октября 1946 года состоялся первый рейс из Будапешта в Сомбатхей, а в том же году начались перелёты в Сегед и Дьёр. До конца года были перевезены 1864 человека.
В 1947 году у авиакомпании появились ещё четыре самолёта Ли-2, в 1948 году она получила ещё два таких самолёта, а в 1952 году один приобретённый для нужд Венгерской народной армии Ли-2 был передан авиакомпании в связи с тем, что год тому назад в авиакатастрофе разбился один из самолётов компании. С 1947 года стали выполняться регулярные рейсы из Будапешта в Мишкольц и Печ, а в последующие годы — в Бекешчабу, Капошвар, Надьканижу, Ньиредьхазу и Залаэгерсег. Осуществлялись летние чартерные рейсы в Шиофок. Также с 1952 года начали выполняться рейсы Сегед—Печ, с 1954 года — Печ—Капошвар. Широкая сеть перелётов внутри страны (расстояния между городами варьировались от 120 до 230 км) была обоснована тем, что авто- и железнодорожная сеть была серьёзно разрушена во время войны. Билет на самолёт стоил примерно столько же, сколько и билет первого класса на поезд.
В 1947 году начались международные рейсы в Прагу, к лету 1954 года авиакомпания Maszovlet обслуживала 12 аэропортов в стране и начала осуществлять рейсы в Варшаву, Восточный Берлин и Бухарест. В 1950 году рейсы начали выполняться из отстроенного аэропорта Ферихедь, а аэродром Будаэрш стал использоваться именно авиацией общего назначения. 25 ноября 1954 года Венгрия выкупила долю СССР в компании, что привело к упразднению Maszovlet и образованию компании Malév.

## Авиакатастрофы и происшествия
- 4 января 1949 года самолёт Ли-2 (HA-LIE), выполнявший рейс Печ—Будапешт, был угнан лейтенантом запаса Яношом Майорошем (венг. János Majoros) и пилотом Миклошем Куном (венг. Miklós Kun) в Мюнхен. Это стал первый случай угона самолёта в Венгрии после Второй мировой. Угонщики и некоторые из числа пассажиров остались в Мюнхене, часть из них вернулись на родину[4]. В связи с этим Управление государственной безопасности приняло решение в дальнейшем отправлять на рейсы своих сотрудников, переодетых в гражданское[5].
- 14 ноября 1949 года самолёт Ли-2 (HA-LIK), следовавший рейсом Будапешт—Печ, из-за плохих погодных условий врезался в одну из вершин горной цепи Мечек. Шесть человек (5 членов экипажа и пассажир) погибли, выжил только сотрудник службы безопасности[6].
- 2 марта 1951 года из аэродрома Ферихедь двое механиков угнали По-2, улетев в одну из стран Запада[5].
- 2 октября 1952 года самолёт Ли-2 (HA-LIL) совершал рейс по маршруту Будапешт—Мишкольц—Ньиредьхаза—Будапешт. Из-за плохой погоды посадка в Мишкольце состоялась только с третьего раза, однако экипаж продолжил рейс. В Ньиредьхазе после нескольких попыток посадки самолёт приземлился на скользкую поверхность и врезался в здание. Погибли три члена экипажа (в том числе командир воздушного судна и второй пилот), ещё два члена экипажа и три пассажира были тяжело ранены[6].

## Пункты назначения
Венгрия
- Бекешчаба[англ.]
- Будапешт
  - Будаэрш (до 7 мая 1950)
  - Ферихедь (с 7 мая 1950)
- Дебрецен
- Дьёр
- Капошвар
- Мишкольц
- Надьканижа
- Ньиредьхаза
- Печ-Погань
- Шиофок-Калити[англ.] (сезонный)
- Сегед[англ.]
- Сомбатхей
- Залаэгерсег

За рубежом
- Берлин-Шёнефельд
- Бухарест-Бэняса
- Прага-Ружине
- Варшава-Окенче